# Río Barcenillas
El río Barcenillas o río Lador es un curso fluvial de Cantabria (España) perteneciente a la cuenca hidrográfica del Saja-Besaya. Tiene una longitud de 5,265 kilómetros, con una pendiente media de 5,3º. Comparte el nombre con la localidad de Barcenillas, y es afluente del río Saja.
Lo más destacado de su recorrido son las llamadas cascadas (o saltos) de Úrsula, cerca de Lamiña, en Cabuérniga.